# Észak-afrikai strucc
Az észak-afrikai strucc más néven vörösnyakú strucc vagy berber strucc (Struthio camelus camelus) a közönséges struccnak egy Nyugat-és Észak-Afrikában élő alfaja, ami ráadásul a fajon belül az egyik legnagyobb, ezzel a ma élő legnagyobb madár.

## Evolúciós története
Az 1990-es években végzett DNS-vizsgálatokból kiderült, hogy a napjainkra kipusztult arab strucc közeli rokonságban állt az észak-afrikai struccal.
2017-ben a Birbal Sahni Paleobotanikai Intézet felfedezte, hogy a strucc kb. 25 ezer évvel ezelőtt jelen volt Indiában. A Rádzsasztán, Gudzsarát és Madhja Prades 8 régészeti lelőhelyén fellelt mintegy 11 strucctojáshéjból kivont DNS-minták alapján a tojáshéjak az észak-afrikai strucc genetikai állományával 92%-ban megegyeznek.

## Elterjedése
Az észak-afrikai strucc Nyugat-Afrikától Északkelet-Afrikáig található meg. Korábban keletről Etiópiától és Szudántól, nyugaton a Száhel-övezeten keresztül Szenegálig és Mauritániáig, északon Egyiptomig és Marokkó déli részéig volt megtalálható. Mára eredeti elterjedési területének jelentős részéről eltűnt, 18-ból már csak 6 országban fordul csak elő, ahol őshonos. Az alfaj még a Sínai-félszigeten is előfordulhatott, ahol még az arab strucc is meg volt található. A nyílt területeket és a szavannákat részesíti előnybe, különösen a Száhel-övezetben. Izraelben él egy betelepített állománya, mely az ország fűves területein, félsivatagjaiban és síkságain található meg.

## Megjelenése
A közönséges strucc (Struthio camelus) legnagyobb termetű alfaja, magassága 274 cm és tömege 154 kg. Nyaka rózsásvörös, a kakas tollazata fekete-fehér, a tojóé pedig szürke.

## Természetvédelmi állapota
Állománya olyan mértékben lecsökkent, hogy a washingtoni egyezmény I. függelékébe már szerepel és egyesek szerint súlyosan veszélyeztetett. Az észak-afrikai strucc a Szahara Természetvédelmi Alap (SCF) projektjének szerves része, melynek célja, hogy megmentsék az alfajt a kihalástól és helyreállítsa állományát az egykori szaharai és Száhel-övi elterjedési területein.

## Képek
|  |  |  |  |  |

## Fordítás
- Ez a szócikk részben vagy egészben  a   North African ostrich című angol Wikipédia-szócikk fordításán alapul.  Az eredeti cikk szerkesztőit annak laptörténete sorolja fel. Ez a jelzés csupán a megfogalmazás eredetét és a szerzői jogokat jelzi, nem szolgál a cikkben szereplő információk forrásmegjelöléseként.